# Reichshandbuch der deutschen Gesellschaft

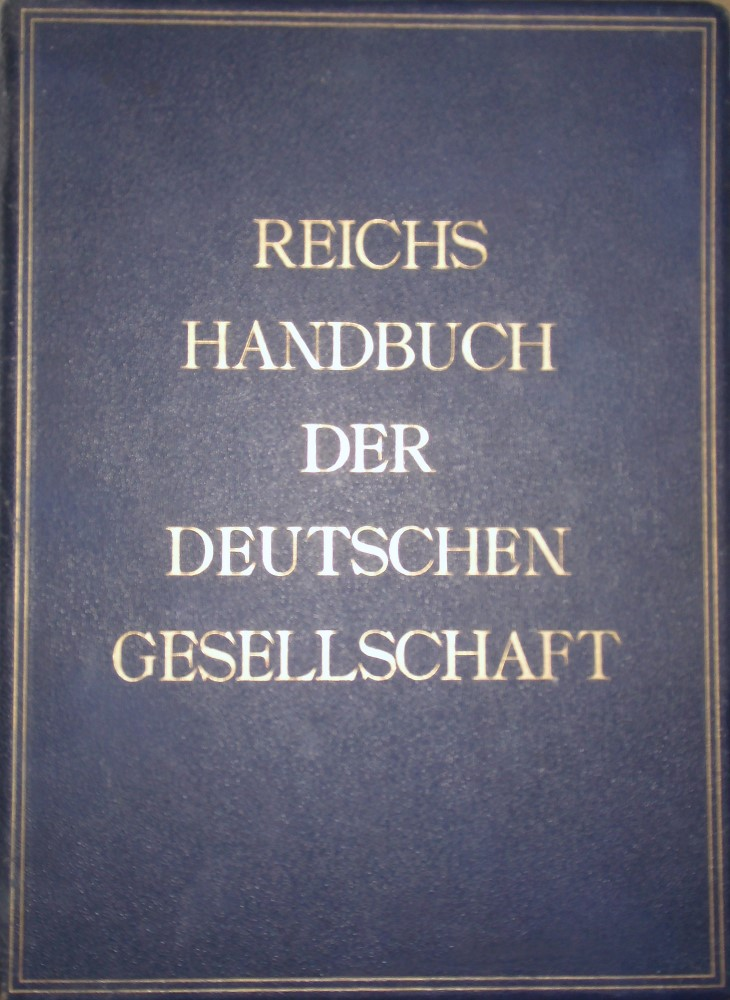
Reichshandbuch der deutschen Gesellschaft

Das Reichshandbuch der deutschen Gesellschaft (Reichs-H dt. Ges., RDG, RHB, Reichshandbuch), mit dem Untertitel Das Handbuch der Persönlichkeiten in Wort und Bild, war ein Handbuch mit biografischen Daten zu wichtigen lebenden Persönlichkeiten der deutschen Gesellschaft aus der Zeit von 1850 bis 1931.

## Inhalt
Hauptschriftleiter des in zwei Bänden 1930 und 1931 im Deutschen Wirtschaftsverlag in Berlin erschienenen Nachschlagewerks war Robert Volz.
Nach einem Vorwort des Soziologen Ferdinand Tönnies werden auf mehr als 2000 Seiten rund 10.000 zumeist mit Schwarzweiß-Porträtfotografien illustrierte umfangreiche Biografien der „Träger von Kultur, Geist, Wissenschaft, Politik, Wirtschaft und Gesellschaft der Vor- und Zwischenkriegszeit“, in ihren zur Zeit der Herausgabe des Buches geltenden Positionen, vorgestellt. Bei den Berufsgruppen zeigt sich ein klares Übergewicht zugunsten von Vorständen und Aufsichtsräten von großen Unternehmungen.
Die Originalausgaben beider Bände wurden von der Haenelschen Buchdruckerei in Magdeburg gedruckt.

## Porträtfotos
Die in den beiden Bänden abgedruckten Porträtfotos stammen von folgenden Fotografen und Organisationen:
- Ruth Asch, Verlagsfotografin des Deutschen Wirtschaftsverlags
Ihre Bilder sind mit ihrem aus den Buchstaben R und A gebildeten Monogramm gekennzeichnet. Für ihre eigens für das Buch gefertigten Aufnahmen suchte sie oftmals dafür „zahlende Persönlichkeiten“ durch einen Hausbesuch auf.[3]
- „Atlantic“ Photo Gesellschaft mbH, Berlin SW 29, Kopischstraße 1
- Becker & Maaß, Inhaberin Marie Boehm, Berlin W 9, Bellevuestraße 5
- F. Berndt, Kunstatelier „Hansa“, Berlin W 35, Lützowstraße 91a
- Emil Bieber, Hofphotograph, Berlin W 8, Leipziger Straße 124 / Königlicher Hofphotograph, Hamburg, Jungfernstieg 8
- Bilderarchiv der Universum Film-AG, Berlin SW 68, Kochstraße 6–8
- Atelier Binder GmbH, Berlin W 15, Kurfürstendamm 205
- Eduard Birlo, Berlin W 57, Potsdamer Straße 76
- Hermann Boll, Berlin W 50, Tauentzienstraße 7b
- Alfred Büsing, Bremen, Ansgaritorstraße 7
- Suse Byk, Berlin W 50, Kurfürstendamm 230
- Dephot, Berlin W 8, Jägerstraße 11
- Bernhard Dittmar, „Hof- und Kammerphotograph“, Bad Kissingen, Lindesmühlpromenade 1
- Photo-Atelier Fayer, Wien I., Opernring 1
- Photographisches Atelier Gerstenberg (früher Dührkoop), Berlin W 50, Kurfürstendamm 235
- Photogr. Atelier Th. Alfred Hahn, Chemnitz, Brückenstraße 5
- Hofphotograph Robert Herbst, Heidelberg, Hauptstraße 87
- Photogr. Atelier M. Hernler, Gmunden (Ober-Österreich)
- Nini und Carry Heß, „Photographische Bildnisse“, Frankfurt am Main, Börsenstraße 2–4
- Ernst Hoenisch, „Hofphotograph“, Leipzig, Dittrichring 13
- Photo-Atelier Jacobi, Berlin-Charlottenburg, Joachimsthaler Straße 5
- Philipp Kester, München, Ungererstraße 12
- Keystone View Company, Illustrations-Verlag, Berlin SW 68, Zimmerstraße 29
- Kögel, Photograph, Heidelberg, Hauptstraße
- [Alfred] Kühlewindt, Königlich Preußischer Hofphotograph, Königsberg in Preußen, Hintere Vorstadt 32
- Franz Langhammer, Kassel, Kölnische Straße 3
- Hans Luck, Werkstatt für Fotografie, Düsseldorf, Kaiser-Wilhelm-Straße 9
- Friedrich Müller, München, Amalienstraße 15
- Photographische Gesellschaft, Berlin W 35, Lützowstraße 89–90
- Illustrations-Verlag „Photothek“, Berlin SW 61, Belle-Alliance-Straße 82
- J. Preim Sohn, Inhaber Wilhelm Preim, Aachen, Comphausbadstraße 23
- Atelier für Photographie Rieß, Berlin W 50, Kurfürstendamm 14–15
- Atelier Gerty Simon, Berlin-Charlottenburg 4, Clausewitzstraße 2
- Franz Schensky, Hofphotograph, Helgoland
- August Scherl GmbH, Abteilung Bilderdienst, Berlin SW 68, Zimmerstraße 35–41
- Transocean GmbH, Berlin W 9, Friedrich-Ebert-Straße 9
- Photogr. Atelier E. Wasow, München N 13, Franz-Josef-Straße 28
- Franz Wißkirchen, Photokunst und Illustrations-Verlag, Berlin-Wilmersdorf, Holsteinische Straße 12

## Ausgaben
- Reichshandbuch der deutschen Gesellschaft. Das Handbuch der Persönlichkeiten in Wort und Bild. Schriftleitung Robert Volz, Vorwort Ferdinand Tönnies.
  - Band 1 (A–K), Deutscher Wirtschaftsverlag, Berlin 1930, DNB 453960286
  - Band 2 (L–Z), Deutscher Wirtschaftsverlag, Berlin 1931, DNB 453960294
- Mikrofiche-Ausgabe: K. G. Saur, München 1995, ISBN 978-3-598-30664-8 und ISBN 3-598-30664-4.